# Pomsky
Il Pomsky è una razza di cane derivata da un incrocio tra un Pomerania e un Husky Siberiano. I cuccioli di prima generazione derivati da questo incrocio sono I Pomskies F1.

## Riproduzione
A causa delle differenze di taglia tra un Husky e una Pomerania la riproduzione avviene quasi sempre tramite Inseminazione artificiale. L'allevamento di Pomskies risulta quindi piuttosto costoso.
In base alla razza dei genitori possono nascere 3 tipi di Pomskies chiamati relativamente F1, F2, F1b.
- I genitori di un Pomsky di tipo F1 saranno un Husky (Madre) e un Pomerania (Padre)
- I genitori di un Pomsky di tipo F2  saranno tutti e due Pomsky F1
- I genitori di un Pomsky di tipo F1b saranno un Husky (Madre) e un Pomsky F1 (Padre)

## Aspetto fisico e caratteristiche
Il carattere di un Pomsky varia in base al suo tipo ma generalmente è simile al carattere di un Husky. Questi cani hanno bisogno di una quantità elevata di esercizio ma ereditando alcuni tratti dal Pomerania possono anche essere considerati cani da appartamento.
Generalmente possono essere considerati cani da famiglia in quanto sono molto socievoli e recettivi all'addestramento.
Il pelo è doppio e di lunghezza media ma mai così lungo da nascondere il profilo del cane che risulta magro e muscoloso.

## Cura
I Pomskies non hanno bisogno di molte attenzioni in quanto risultano abbastanza indipendenti una volta che sono inseriti nella vita quotidiana.